# Raúl Reyes
Raúl Reyes, född 30 september 1948 i La Plata, Huila, död 1 mars 2008 nära Santa Rosa de Sucumbíos, Ecuador, var en colombiansk revolutionär, officer i FARC-gerillan och gerillans näst högste befälhavare. Han dödades i en omdiskuterad räd som colombianska regeringsstyrkor utförde den 1 mars 2008 mot ett av FARC-gerillans fästen i Ecuador, nära gränsen mot Colombia.